# Stelle principali della costellazione dell'Orsa Maggiore
Segue un prospetto delle stelle principali della costellazione dell'Orsa Maggiore, elencate per magnitudine decrescente.